# Minidisc

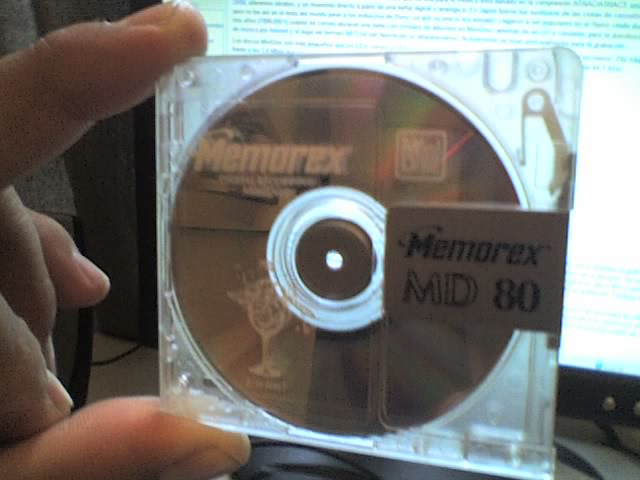
Minidisc

Minidisc (zkráceně také MD) je magnetooptické médium uvedené na trh firmou Sony v květnu 1991 primárně pro nahrávání a distribuci hudby. V roce 1993 pak byl na trh uveden i minidisc s možností ukládat data. Kapacita média je podobně jako u CD 74 nebo 80 minut hudby nebo zvuku. Od klasického CD se minidisc lišil menšími rozměry, uzavřením disku v čtvercovém ochranném pouzdře a možností nahrávání.
Pojmem Minidisc se také ve zkratce označují rekordéry nebo přehrávače, které s tímto médiem pracují. Ty používají k ukládání zvukové nahrávky ztrátovou kompresi (podobně jako MP3) s názvem ATRAC (Adaptive TRansform Acoustic Coding).

## Varianty
Od uvedení na trh se objevilo několik variant MD přehrávačů – kromě standardního MD ještě MDLP, NetMD a Hi-MD.
- MDLP - Uvedeno v září 2000. Zkratka pro MiniDisc Long Play. Umožňuje uložit na médium více hudby díky vylepšenému kodeku ATRAC3 - v módu LP2 (stereo) 2× více hudby a v módu LP4 (joint-stereo) pak až 4× více.

- NetMD - Na trh uveden v červnu/červenci 2001. Jedná se o rozšíření MD, které dovoluje přenos hudby z PC na MD pomocí USB. Hudbu je nutno přenášet ve formátu ATRAC, takže se musí před samotným přenosem převést v příslušném software (SonicStage, plugin pro RealPlayer apod.). Přenos může být až 64× rychlejší než je skutečná délka záznamu (závislé na způsobu komprese).

- Hi-MD - Hi-MD se objevilo na trhu začátkem roku 2004 a přineslo jednak rozšíření možností předchozí verze NetMD, tak upravený ATRAC kodek - ATRAC3Plus. Hi-MD konečně umožnilo nahrání hudby z MD do PC a dále umožnilo používat média i pro data. V případě staršího 80minutového média je tak možno na něj uložit po přeformátování cca 300 MB a na nově uvedené Hi-MD médium až 1 GB.

## Vlastnosti

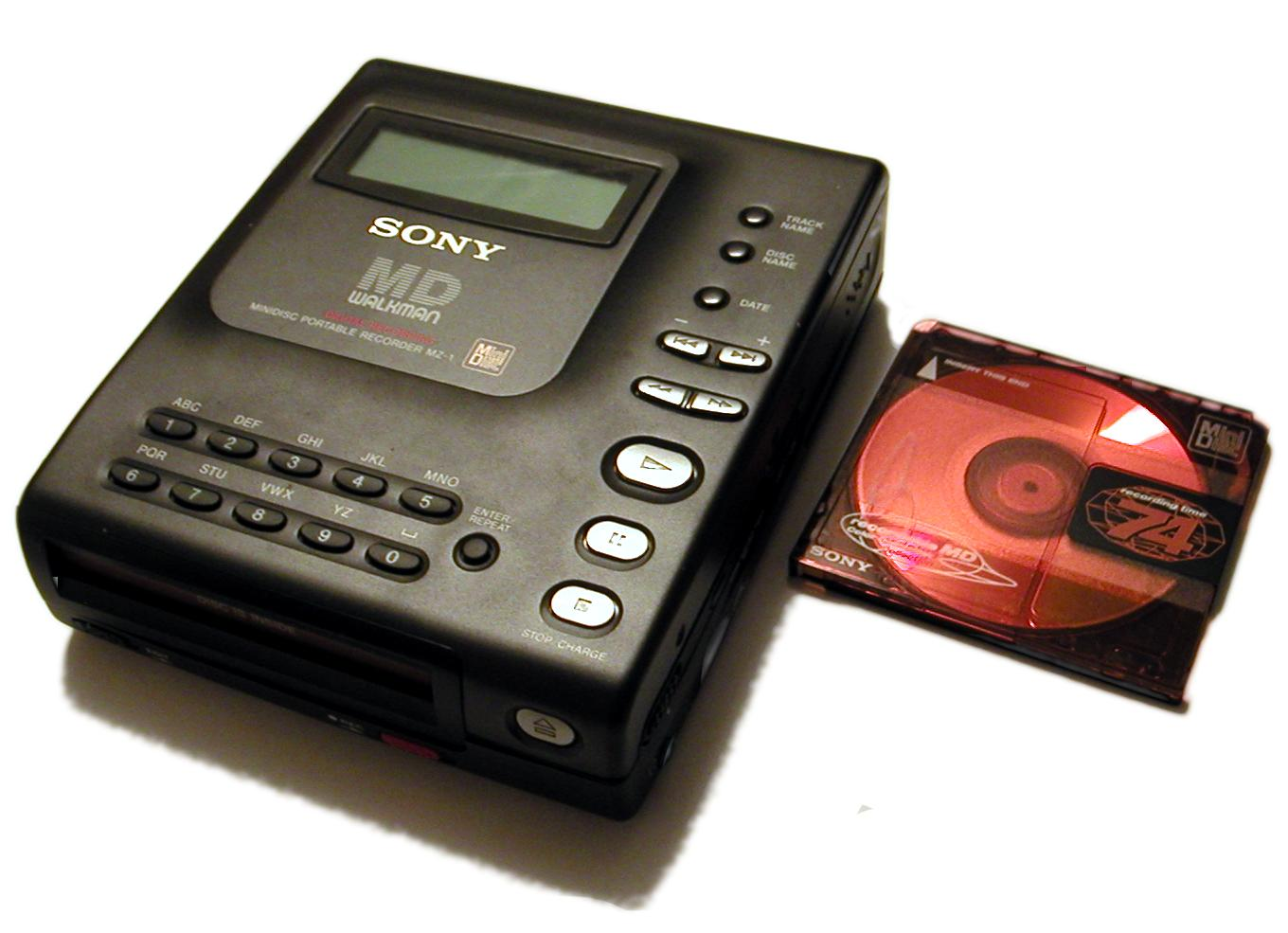
Sony MZ1

MD přehrávače získaly značnou popularitu hlavně v Japonsku, kde byla většina přehrávačů uváděna jako první na trh a také zde byly, jako v jedné z malá zemí, dostupné již nahrané MD nosiče (lisované MD). Přehrávače a rekordéry též pronikly do profesionální sféry a byly hojně využívány v nahrávacích studiích a rádiích. Výhodou MD přehrávačů je odolnost média a kompaktnost rekordérů a jejich výdrž na baterie (využíváno v terénu k nahrávání reportáží).
Nevýhodou, alespoň starších modelů, je nemožnost převést záznam z MD do počítače jinak, než použitím analogového výstupu (tj. v reálném čase). Dále je většina modelů MD přehrávačů a rekordérů vybavena ochranou proti kopírování SCMS (Serial Copy Management System), která znemožňuje vytvořit digitální kopii existujícího disku. Ačkoliv se objevilo několik řešení, které obě tyto nevýhody eliminovaly, díky tlaku Sony tato zařízení záhy zmizela z trhu.
Digitální kopírování je samozřejmě možné, a to buď varianta MD-MD, pomocí optického in/out kabelu, nebo přímé kopírování do počítače, např. přes externí zvukovou kartu s optickým vstupem. Je však zapotřebí vlastnit MD přehrávač (rekordér) s optickým výstupem, který mají pouze MD přehrávače typu deck (stolní).

## Výhody MD oproti CD
Hlavní předností Minidiscu ve srovnání s CD, pomineme-li menší rozměry a ochranu samotného média uzavřeného v plastovém obalu (podobně jako disketa), je především možnost nahrávat v digitální kvalitě (to se změnilo s příchodem zapisovacích / přepisovacích disků CD-R a CD-RW) a editace uložené hudby. Skladby je možné vytvořit / rozdělit (přidáním "značky" do již existující skladby) nebo odstranit / sloučit (odstraněním značky). Lze je také pojmenovat, přesunout nebo fyzicky smazat. V takovém případě se zbylé skladby automaticky přečíslují a do vzniklého volného místa jsou přesunuty všechny následující skladby.
Samotný Minidisc rovněž disponuje přepínačem ochrany proti zápisu (opět podobně jako disketa).